# Ronald Humphrey
Ronald Humphrey (sinh năm 1936) là quan chức Sở Thông tin Hoa Kỳ (USIA) bị kết tội làm gián điệp cho Việt Nam Dân chủ Cộng hòa. Ông và đồng phạm David Trương, con trai của chính khách Việt Nam Cộng hòa Trương Đình Dzu, bị bắt vào năm 1977 và bị buộc tội âm mưu, hoạt động gián điệp, đánh cắp thông tin mật và không đăng ký làm đặc vụ nước ngoài. Họ bị kết tội làm gián điệp cho Bắc Việt và phải lĩnh án 15 năm tù.
David Trương là công dân Việt Nam Cộng hòa định cư ở Mỹ và hoạt động tích cực trong phong trào chống chiến tranh Việt Nam. Cha ông đã từng đối đầu với Tổng thống Nguyễn Văn Thiệu trên cương lĩnh hòa bình. Nhờ vào thông tin do Humphrey cung cấp mà Trương đã chuyển điện tín ngoại giao và thông tin mật cho Bắc Việt cùng chính phủ kế nhiệm Cộng hòa Xã hội Chủ nghĩa Việt Nam. Người trung gian là vợ của một tùy viên hải quân tên gọi Yung Krall có mật danh là "Đặc vụ Keyseat" là điệp viên hai mang thuộc cơ quan tình báo Mỹ. Một số tài liệu này được các nhà đàm phán Bắc Việt và Việt Cộng sử dụng tại Hội nghị Hòa bình Paris. Đây là trường hợp gián điệp quân sự duy nhất thoát khỏi chiến tranh Việt Nam.